# Katedra Światowego Pokoju w Hiroszimie
Katedra Światowego Pokoju (jap. 世界平和記念聖堂 Sekai heiwa kinen seidō) lub Katedra Wniebowzięcia Najświętszej Marii Panny (jap. 被昇天の聖母司教座聖堂 Hi shōten no seibo shikyōza seidō) – siedziba biskupa diecezji Hiroszimy Kościoła rzymskokatolickiego w Hiroszimie w Japonii.

## Historia
Inicjatorem budowy katedry był niemiecki jezuita Hugo Enomiya-Lassalle, który przeżył atak atomowy na Hiroszimę 6 sierpnia 1945. Darczyńcy z całego świata zebrali na budowę około 100 milionów jenów. Katedra według projektu architekta Tōgo Murano (1891–1984) została konsekrowana 6 sierpnia 1954. 
Do jej budowy użyto 240 tys. cegieł wytworzonych z gliny pobranej z epicentrum wybuchu atomowego. Jest to surowa, masywna budowla, którą ozdabiają motywy japońskie, np. feniks na kopule i witraże z motywami sosny, bambusa i śliwy. W 45-metrowej wieży katedry znajdują się „dzwony pokoju” (dar RFN). Kolejnych 17 elementów wyposażenia kościoła jest darami z 6 krajów.